# E003
|  | No s'ha de confondre amb E03. |

La ruta europea E003 és una carretera que forma part de la Xarxa de carreteres europees. Comença a Uchkuduk (Uzbekistan) i finalitza a Gaudan (Turkmenistan). Té una longitud de 1000 km. Té una orientació de nord a sud.